# Schöneberg (Hofgeismar)
Schöneberg ist ein Straßendorf im nordhessischen Landkreis Kassel. Seit der hessischen Gebietsreform Anfang der 1970er Jahre ist Schöneberg ein Stadtteil der nahen Stadt Hofgeismar. Der Ort liegt westlich am Rande des Reinhardswalds. Durch den Ort führt die Bundesstraße 83 von Kassel nach Bremen.

## Geschichte

### Burg
Zur weltlichen Macht der Mainzer Erzbischöfe im Bereich von Diemel und oberer Weser gehörte auch die Schutzburg Schöneberg auf dem gleichnamigen 323 m hohen Berg, westlich des heutigen Dorfes gelegen, die bereits Anfang des 12. Jahrhunderts errichtet worden war.

### Dorf

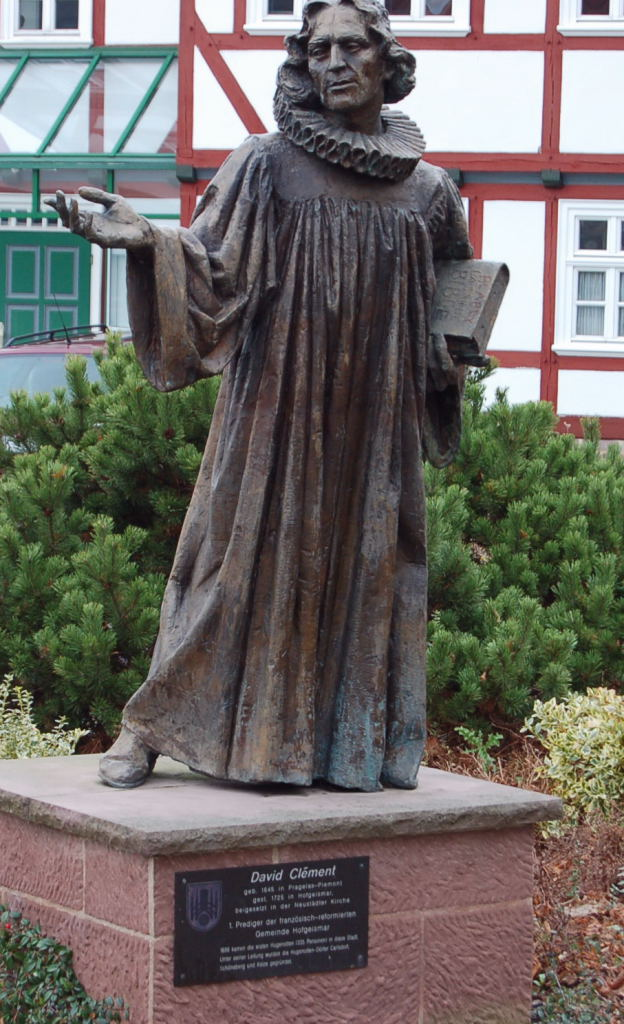
David Clément

Die Gründung des Dorfes Schöneberg erfolgte für Glaubensflüchtlinge aus Frankreich im Jahr 1699. Landgraf Karl von Hessen gab ihnen im 17. Jahrhundert auch in der Umgebung der Stadt Hofgeismar neuen Siedlungsraum, nachdem sie durch das Edikt von Fontainebleau und die Aufhebung der Religionsfreiheit in Frankreich im Jahre 1685 ihre Heimat verloren hatten. Ebenso fanden hier Hugenotten und Waldenser Flüchtlinge eine neue Heimat, die 1698 auf Befehl Ludwigs XIV. vertrieben worden waren. Nach 1698 bildeten sich nach der Vertreibung von Waldensern aus dem französischen Staatsgebiet (z. B. um Orpierre) und aus dem Piemont, auch in anderen Gegenden Deutschlands waldensische Gemeinden.
Das Dorf Schöneberg entstand, nachdem Landgraf Karl im Bereich des ehemaligen Dorfs Büngheim (urkundlich bereits im Jahr 965 erwähnt), einen Platz für die Anlage einer „Kolonie“ bestimmt hatte, mit deren Bebauung ab 1700 begonnen wurde. Für die Ortsplanung war Paul du Ry verantwortlich, der – ebenfalls hugenottischer Glaubensflüchtling – 1685 von Landgraf Karl zum Hofbaumeister berufen worden war.
Die Liste der Gründerfamilien von Schöneberg nennt 24 Familien. Ihre Zahl hat sich, auch bedingt durch die damals hohe Kindersterblichkeit, bis zur Volkszählung im Jahre 1779 nicht nennenswert verändert. Insgesamt 124 Personen in 28 Familien benennt die Schöneberger Personenstandsliste von 1779.
Der Haupterwerb der Dorfbevölkerung lag in der Landwirtschaft. Im Laufe der Jahre entstanden in Schöneberg aber auch eine Ziegelei, einige Töpfereien sowie andere Handwerksbetriebe, darunter ein Strumpfwirker, zwei Schneider, zwei Schuhmacher oder ein Seifenmacher.
Die ursprünglich durch den Nachbarort Hümme führende alte Bremer Poststraße wurde ab 1730 über Schöneberg geführt, offensichtlich, um das neu entstandene Bad Gesundbrunnen bei Hofgeismar anzubinden. Möglicherweise hat sich dies auch auf die Entwicklung der Dorfbevölkerung ausgewirkt. Anders als in dem etwa zur gleichen Zeit gegründeten Dorf Kelze lebten in Schöneberg bereits im Jahr 1779 neben 16 französischen Haushalten mit 76 Personen bereits 12 deutsche Familien mit 48 Personen, bevor der Sonderstatus der von französischen Glaubensflüchtlingen gegründeten Dörfer dann im Jahre 1822 durch landgräfliche Verordnung gänzlich aufgehoben wurde.
Hessische Gebietsreform (1970–1977)
Zum 31. Dezember 1970 wurde die bis dahin selbständige Gemeinde Schöneberg im Zuge der Gebietsreform in Hessen auf freiwilliger Basis in die Stadt Hofgeismar eingemeindet. Für Schöneberg, wie für alle durch die Gebietsreform nach Hofgeismar eingegliederten Gemeinden, wurde ein Ortsbezirk eingerichtet.

### Verwaltungsgeschichte im Überblick
Die folgende Liste zeigt die Staaten und Verwaltungseinheiten, denen Schöneberg angehört(e):
- ab 1699: Heiliges Römisches Reich, Landgrafschaft Hessen-Kassel, Amt Hofgeismar
- ab 1806: Landgrafschaft Hessen-Kassel, Amt Hofgeismar
- 1807–1813: Königreich Westphalen, Departement  der Fulda, Distrikt Kassel, Kanton Hofgeismar
- ab 1815: Kurfürstentum Hessen, Amt Hofgeismar[7]
- ab 1821: Kurfürstentum Hessen, Provinz Niederhessen, Kreis Hofgeismar[8][Anm. 2]
- ab 1848: Kurfürstentum Hessen, Bezirk Kassel
- ab 1851: Kurfürstentum Hessen, Provinz Niederhessen, Kreis Hofgeismar
- ab 1867: Königreich Preußen, Provinz Hessen-Nassau, Regierungsbezirk Kassel, Kreis Hofgeismar
- ab 1871: Deutsches Reich, Königreich Preußen, Provinz Hessen-Nassau, Regierungsbezirk Kassel, Kreis Hofgeismar
- ab 1918: Deutsches Reich, Freistaat Preußen, Provinz Hessen-Nassau, Regierungsbezirk Kassel, Kreis Hofgeismar
- ab 1944: Deutsches Reich, Freistaat Preußen, Provinz Kurhessen, Landkreis Hofgeismar
- ab 1945: Amerikanische Besatzungszone, Groß-Hessen, Regierungsbezirk Kassel, Landkreis Hofgeismar
- ab 1946: Amerikanische Besatzungszone, Hessen, Regierungsbezirk Kassel, Landkreis Hofgeismar
- ab 1949: Bundesrepublik Deutschland, Hessen, Regierungsbezirk Kassel, Landkreis Hofgeismar
- ab 1971: Bundesrepublik Deutschland, Hessen, Regierungsbezirk Kassel, Landkreis Hofgeismar, Stadt Hofgeismar[Anm. 3]
- ab 1972: Bundesrepublik Deutschland, Land Hessen, Regierungsbezirk Kassel, Landkreis Kassel, Stadt Hofgeismar

## Bevölkerung

### Einwohnerstruktur 2011
Nach den Erhebungen des Zensus 2011 lebten am Stichtag dem 9. Mai 2011 in Schöneberg 549 Einwohner. Darunter waren 6 (1,1 %) Ausländer. Nach dem Lebensalter waren 111 Einwohner unter 18 Jahren, 216 zwischen 18 und 49, 114 zwischen 50 und 42 und 108 Einwohner waren älter. Die Einwohner lebten in 237 Haushalten. Davon waren 69 Singlehaushalte, 69 Paare ohne Kinder und 75 Paare mit Kindern, sowie 21 Alleinerziehende und 3 Wohngemeinschaften. In 54 Haushalten lebten ausschließlich Senioren und in 162 Haushaltungen lebten keine Senioren.

### Einwohnerentwicklung
- 1700: 11 Haushaltungen[5]
- 1747: 26 Haushaltungen[5]

| Schöneberg: Einwohnerzahlen von 1834 bis 2020 | Schöneberg: Einwohnerzahlen von 1834 bis 2020 | Schöneberg: Einwohnerzahlen von 1834 bis 2020 | Schöneberg: Einwohnerzahlen von 1834 bis 2020 | Schöneberg: Einwohnerzahlen von 1834 bis 2020 |
| --- | --------------------------------------------- | --------------------------------------------- | --------------------------------------------- | --------------------------------------------- |
| Jahr |                                               |                                               |                                               | Einwohner                                     |
| 1834 | 1834                                          |                                               | 247                                           | 247                                           |
| 1840 | 1840                                          |                                               | 257                                           | 257                                           |
| 1846 | 1846                                          |                                               | 242                                           | 242                                           |
| 1852 | 1852                                          |                                               | 249                                           | 249                                           |
| 1858 | 1858                                          |                                               | 250                                           | 250                                           |
| 1864 | 1864                                          |                                               | 280                                           | 280                                           |
| 1871 | 1871                                          |                                               | 275                                           | 275                                           |
| 1875 | 1875                                          |                                               | 263                                           | 263                                           |
| 1885 | 1885                                          |                                               | 241                                           | 241                                           |
| 1895 | 1895                                          |                                               | 256                                           | 256                                           |
| 1905 | 1905                                          |                                               | 274                                           | 274                                           |
| 1910 | 1910                                          |                                               | 269                                           | 269                                           |
| 1925 | 1925                                          |                                               | 291                                           | 291                                           |
| 1939 | 1939                                          |                                               | 277                                           | 277                                           |
| 1946 | 1946                                          |                                               | 544                                           | 544                                           |
| 1950 | 1950                                          |                                               | 503                                           | 503                                           |
| 1956 | 1956                                          |                                               | 374                                           | 374                                           |
| 1961 | 1961                                          |                                               | 355                                           | 355                                           |
| 1967 | 1967                                          |                                               | 338                                           | 338                                           |
| 1970 | 1970                                          |                                               | 371                                           | 371                                           |
| 1980 | 1980                                          |                                               | ?                                             | ?                                             |
| 1990 | 1990                                          |                                               | 520                                           | 520                                           |
| 2000 | 2000                                          |                                               | 603                                           | 603                                           |
| 2005 | 2005                                          |                                               | 583                                           | 583                                           |
| 2010 | 2010                                          |                                               | 586                                           | 586                                           |
| 2011 | 2011                                          |                                               | 549                                           | 549                                           |
| 2015 | 2015                                          |                                               | 548                                           | 548                                           |
| 2020 | 2020                                          |                                               | 564                                           | 564                                           |
| Datenquelle: Historisches Gemeindeverzeichnis für Hessen: Die Bevölkerung der Gemeinden 1834 bis 1967. Wiesbaden: Hessisches Statistisches Landesamt, 1968. Weitere Quellen: bis 1970:; nach 1970: Stadt Hofgeismar; Zensus 2011 |                                               |                                               |                                               |                                               |

### Historische Religionszugehörigkeit
| • 1885: | 237 evangelische (= 98,34 %), 4 katholische (= 1,66 %) Einwohner   |
| • 1961: | 287 evangelische (= 80,85 %), 43 katholische (= 12,11 %) Einwohner |

## Politik
Für den Stadtteil Schöneberg besteht ein Ortsbezirk mit Ortsbeirat und Ortsvorsteher nach der Hessischen Gemeindeordnung. Er umfasst das Gebiet der ehemaligen Gemeinde Schöneberg.
Der Ortsbeirat besteht aus fünf Mitgliedern. Bei den Kommunalwahlen in Hessen 2021 betrug die Wahlbeteiligung zum Ortsbeirat 66,59 %. Dabei wurden gewählt: drei Mitglieder der SPD und zwei Mitglieder „Wählervereinigung Schöneberg“. Der Ortsbeirat wählte Walter Grebing zum Ortsvorsteher.

## Kirche

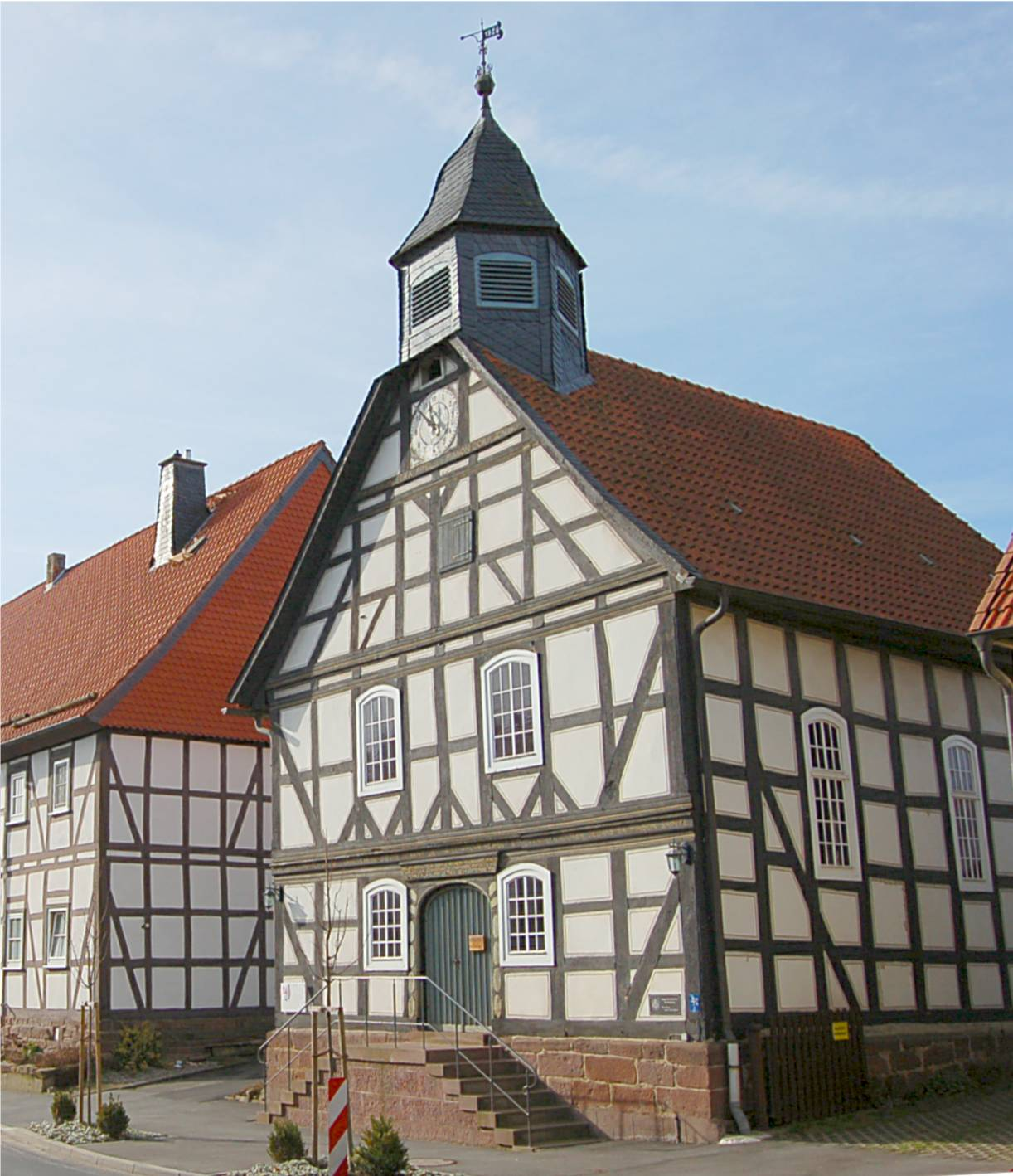
Die Kirche in Schöneberg

Die Fachwerkkirche wurde 1705 gebaut. Die seelsorgerische Betreuung der Gemeinde erfolgte, wie schon in der „Kolonie“ Carlsdorf, durch Pfarrer David Clément bis zu seinem Tod 1725. Bereits seit dem Jahr 1686 war Clément Pfarrer der französisch-reformierten Gemeinde an der Neustädter Kirche in Hofgeismar. Die Orgel wurde 1810 von dem Orgelbauer Johann Georg Oestreich aus Oberbimbach erbaut, stand ursprünglich in Lingelbach bei Alsfeld, später in Rothenditmold und befindet sich seit 1965 in der Schöneberger Kirche. Sie wurde 1991 von der Firma Schmid aus Kaufbeuren restauriert.